# Lilla Munkan och Stora Munkan

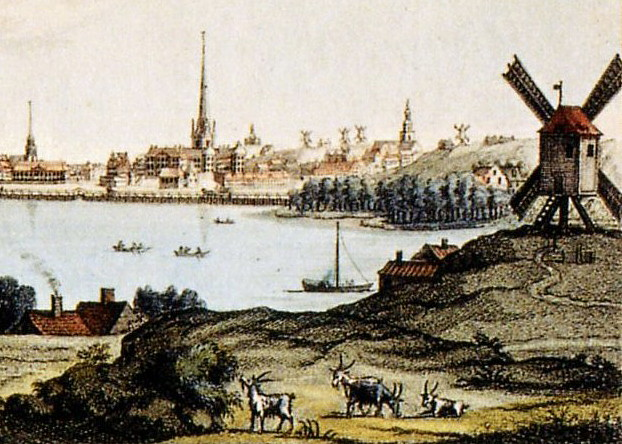
"Lilla Munkan" på Johan Myndes panorama, 1725.

Lilla Munkan och Stora Munkan var två 1600-tals väderkvarnar på östra delen av nuvarande Kungsholmen. Lilla Munkan stod på nuvarande Kungsklippan medan Stora Munkan fanns ungefär i östra slutet av Fleminggatan där Stockholms tekniska nämndhus står idag. De fick sina namn efter Munklägret som var den äldre benämningen för Kungsholmen. Stora Munkan försvann vid mitten av 1700-talet medan Lilla Munkan revs vid 1800-talets mitt. I området fanns ytterligare en väderkvarn. Den stod på den ännu bevarande bergsklacken invid Barnhusbron, norr om Trygg-Hansas kontorsbyggnad. Namnet var Grubbens kvarn och den revs 1892.

## Lilla Munkan
- Koordinater: 59°19′48″N 18°02′52″Ö / 59.33000°N 18.04778°Ö

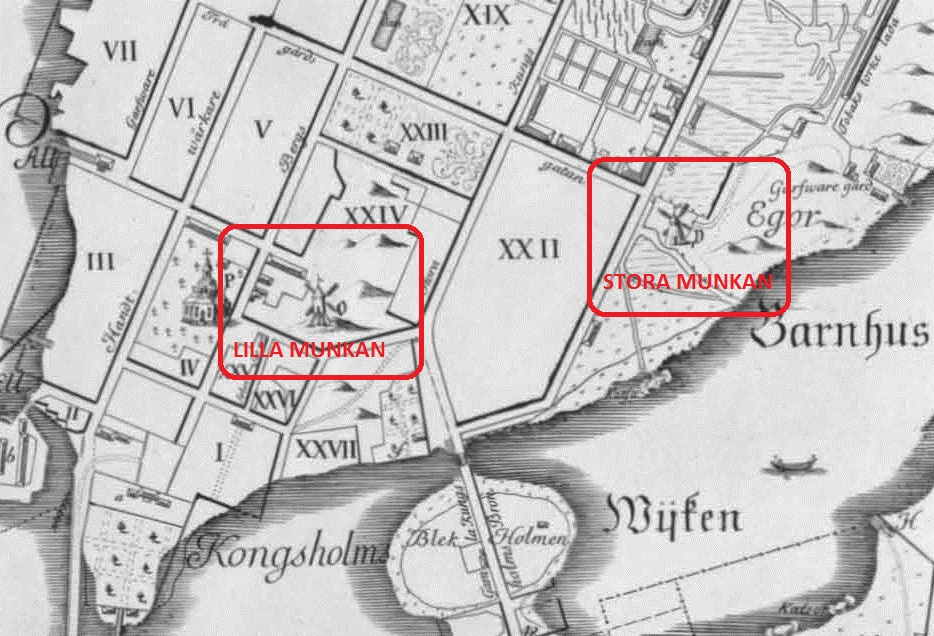
Lilla och Stora Munkan på Petrus Tillaeus' karta från 1733 (norr är till höger).

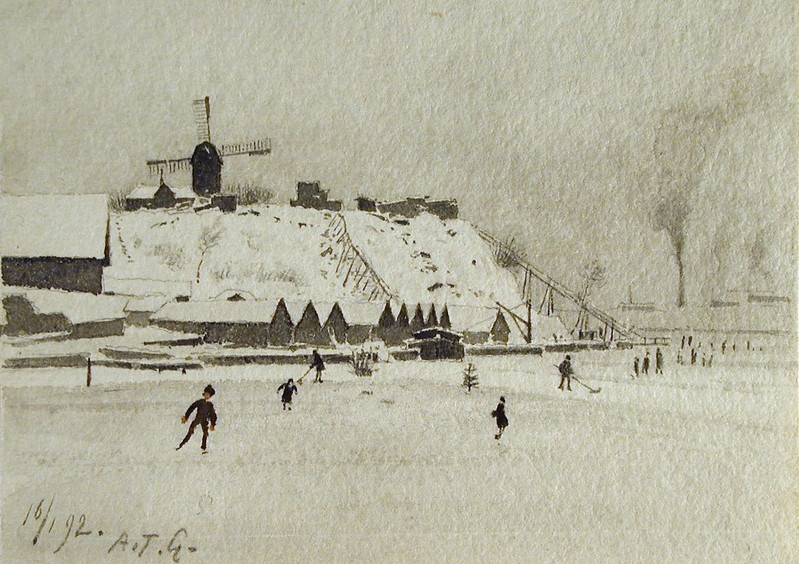
Grubbens kvarn 1892. Akvarell av Albert Theodor Gellerstedt.

Lilla Munkan var en stolpkvarn, som uppfördes vid mitten av 1640-talet på Kvarnberget (nuvarande Kungsklippan). Ägare var glasbruksägaren Melker Jung, som anlade Kungsholmens första glasbruk, han hade ett glasbruk även på Södermalm. År 1652 upptas en mjölnare som boende på Jungs egendom. Han arrenderade troligen Jungs kvarn. 
Lilla och Stora Munkan syns på Sigismund von Vogels Stockholmspanorama "Hela Nordens högst berömda huvudstad", där han visar bland annat Munklägret från Skinnarviksberget år 1647. Lilla Munkan utgjorde ett dominerande inslag på Eric Dahlberghs vy över Stockholm från Kungsholmen från 1669. Där återges den längst ut till höger på panoramabilden. Något blygsammare redovisas Lilla Munkan på Johan Myndes panorama från 1725. Kvarnen fanns kvar till 1800-talets mitt.

## Stora Munkan
- Koordinater: 59°19′59″N 18°2′46″Ö / 59.33306°N 18.04611°Ö

I en del källor placeras Stora och Lilla Munkan på samma berg. Stora Munkan stod dock på Kvarnbacken medan Lilla Munkan fanns på Kvarnberget (ibland även kallad Väderkvarnsberget) vilket inte var samma berg. Kvarnbacken låg cirka 500 meter länge nordväst om Kvarnberget (Kungsklippan).
Om Stora Munkan är inte mycket känd, bara att den var större än Lilla Munkan. Det var troligen en kvarn av holländaretyp och redovisas som sådan på Petrus Tillaeus Stockholmskarta från 1733, där har den litt. p och heter ”Stora Munckan”. På en karta från 1750-talet finns bara kvarnens grund angiven.

## Grubbens kvarn
- Koordinater: 59°20′4″N 18°2′41″Ö / 59.33444°N 18.04472°Ö

Efter Stora Munkan uppfördes en ny kvarn på Kvarnbacken. Det var en stolpkvarn som finns avbildat på ett fotografi från 1892. Området vid Kvarnbacken började kallas vid den tiden Grubbens efter sin ägare Hans Grubb och stolpkvarnen fick heta "Grubbens kvarn".  Nedanför Kvarnbacken intill Barnhusviken etablerades efter 1878 företaget AB Separator med egen tillverkning av bland annat separatorer.
Konstnären och arkitekten Albert Theodor Gellerstedt avbildade kvarnen på två akvareller i januari 1892. Enligt hans notering på en av målningarna framgår när kvarnen försvann: "Qvarnen refs med hösten 1892". Hans konstnärskollega Carl Petter Hallberg fångade Grubbens kvarn 1868 på sin vy över Fleminggatan österut från nuvarande Kronobergsparken. Idag finns en liten del av det forna kvarnberget bevarat. På toppen finns en utsiktsplats med sittbänkar.

## Referenser

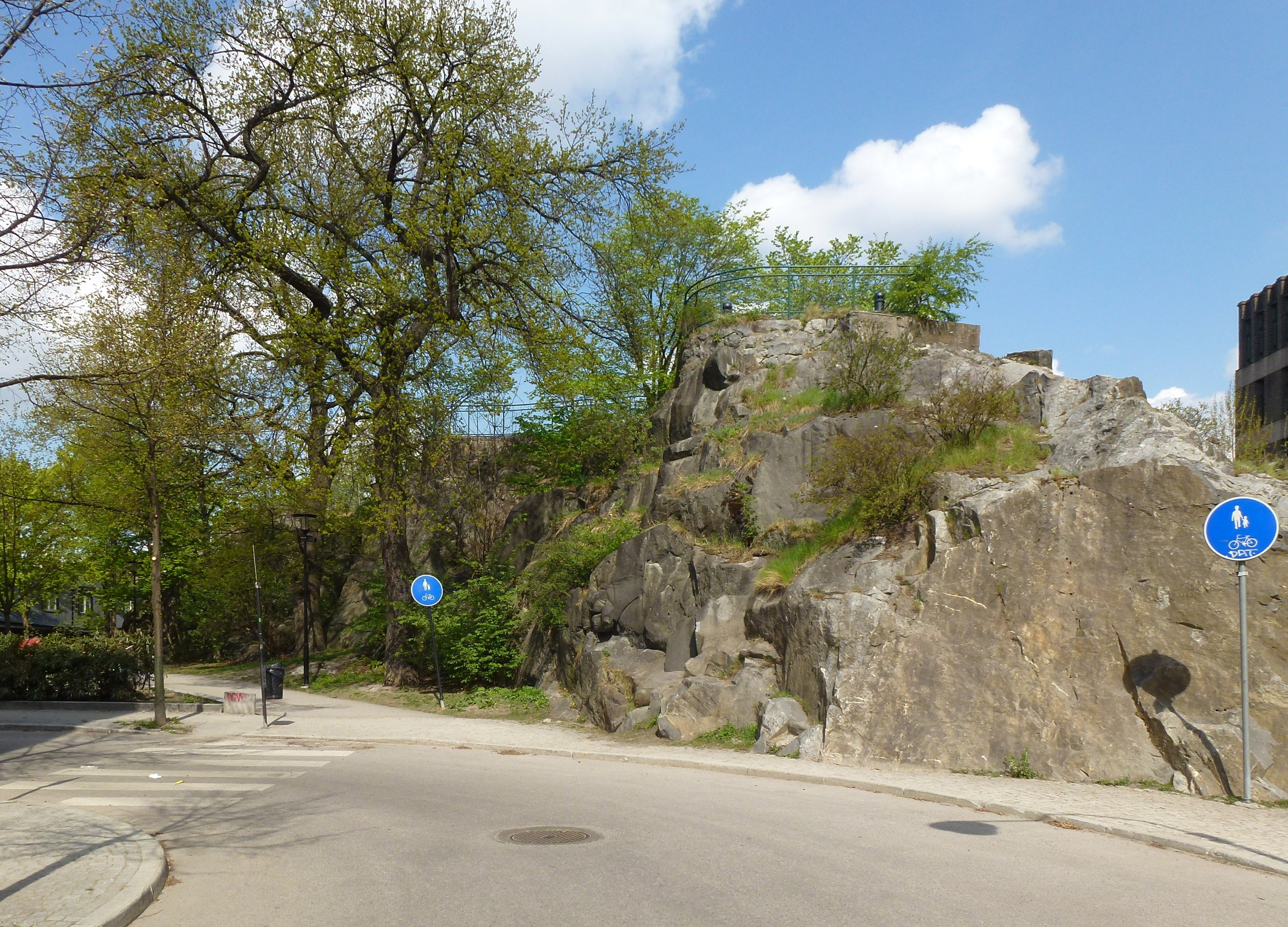
Klippan där Grubbens kvarn stod